# Duško Pijetlović
Duško Pijetlović (em sérvio:  Душко Пијетловић; Novi Sad, 25 de abril de 1985) é um jogador de polo aquático sérvio, campeão olímpico.

## Carreira

### Jogos Olímpicos
Pijetlović fez parte dos elencos bronze olímpicos de Pequim 2008 e Londres 2012. Em 2016 integrou a equipe da Sérvia medalha de ouro nos Jogos do Rio de Janeiro.